# Seznam olympijských medailistů v plážovém volejbalu
Toto je kompletní seznam olympijských medailistů v plážovém volejbalu od roku 1996.

## Plážový volejbal

### Muži
| Rok      | Zlato                                                           | Stříbro                                                         | Bronz                                                  |
| -------- | --------------------------------------------------------------- | --------------------------------------------------------------- | ------------------------------------------------------ |
| LOH 1996 | · Spojené státy americké (USA) · Karch Kiraly · Kent Steffes    | · Spojené státy americké (USA) · Michael Dodd · Mike Whitmarsh  | · Kanada (CAN) · John Child · Mark Heese               |
| LOH 2000 | · Spojené státy americké (USA) · Dain Blanton · Eric Fonoimoana | · Brazílie (BRA) · Zé Marco de Melo · Ricardo Santos            | · Německo (GER) · Axel Hager · Jörg Ahmann             |
| LOH 2004 | · Brazílie (BRA) · Ricardo Santos · Emanuel Rego                | · Španělsko (ESP) · Javier Bosma · Pablo Herrera                | · Švýcarsko (SUI) · Stefan Kobel · Patrick Heuscher    |
| LOH 2008 | · Spojené státy americké (USA) · Phil Dalhausser · Todd Rogers  | · Brazílie (BRA) · Fabio Luiz · Marcio Araujo                   | · Brazílie (BRA) · Ricardo Santos · Emanuel Rego       |
| LOH 2012 | · Německo (GER) · Julius Brink · Jonas Reckermann               | · Brazílie (BRA) · Alison Cerutti · Emanuel Rego                | · Lotyšsko (LAT) · Mārtiņš Pļaviņš · Jānis Šmēdiņš     |
| LOH 2016 | Brazílie (BRA) · Alison Cerutti · Bruno Oscar Schmidt           | Itálie (ITA) · Paolo Nicolai · Daniele Lupo                     | Nizozemsko (NED) · Alexander Brouwer · Robert Meeuwsen |
| LOH 2020 | Norsko (NOR) · Anders Berntsen Mol · Christian Sørum            | Sportovci ROV (ROC) · Vjačeslav Krasilnikov · Oleg Stojanovskij | Katar (QAT) · Ahmed Tijan · Cherif Younousse           |
| LOH 2024 | Švédsko (SWE) · David Åhman · Jonatan Hellvig                   | Německo (GER) · Nils Ehlers · Clemens Wickler                   | Norsko (NOR) · Anders Mol · Christian Sørum            |

### Ženy
| Rok      | Zlato                                                                     | Stříbro                                                           | Bronz                                                               |
| -------- | ------------------------------------------------------------------------- | ----------------------------------------------------------------- | ------------------------------------------------------------------- |
| LOH 1996 | · Brazílie (BRA) · Jacqueline Silvaová · Sandra Piresová                  | · Brazílie (BRA) · Monica Rodriguesová · Adriana Samuelová        | · Austrálie (AUS) · Natalie Cooková · Kerri Pottharstová            |
| LOH 2000 | · Austrálie (AUS) · Natalie Cooková · Kerri Pottharstová                  | · Brazílie (BRA) · Adriana Beharová · Shelda Bedeová              | · Brazílie (BRA) · Adriana Samuelová · Sandra Piresová              |
| LOH 2004 | · Spojené státy americké (USA) · Kerri Walshová · Misty Mayová            | · Brazílie (BRA) · Adriana Beharová · Shelda Bedeová              | · Spojené státy americké (USA) · Holly McPeaková · Elaine Youngsová |
| LOH 2008 | · Spojené státy americké (USA) · Kerri Walshová · Misty Mayová-Treanorová | · Čína (CHN) · Tian Jia · Wang Jie                                | · Čína (CHN) · Xue Chen · Zhang Xi                                  |
| LOH 2012 | · Spojené státy americké (USA) · Misty May-Treanor · Kerri Walshová       | · Spojené státy americké (USA) · Jennifer Kessy · April Ross      | · Brazílie (BRA) · Juliana Felisberta · Larissa Françová            |
| LOH 2016 | · Německo (GER) · Laura Ludwigová · Kira Walkenhorstová                   | · Brazílie (BRA) · Ágatha Bednarczuková · Bárbara Seixasová       | · Spojené státy americké (USA) · Kerri Walshová · April Rossová     |
| LOH 2020 | Spojené státy americké (USA) · Alexandra Klinemanová · April Rossová      | Austrálie (AUS) · Taliqua Clancyová · Mariafe Artachoová          | Švýcarsko (SUI) · Joana Heidrichová · Anouk Vergé-Dépréová          |
| LOH 2024 | Brazílie (BRA) · Ana Patrícia Silva Ramos · Eduarda Santos Lisboa         | Kanada (CAN) · Melissa Humanová-Paredesová · Brandie Wilkersonová | Švýcarsko (SUI) · Tanja Hüberliová · Nina Brunnerová                |